# Bledius rossicus
Bledius rossicus är en skalbaggsart som beskrevs av Max Bernhauer och Schubert 1911. Bledius rossicus ingår i släktet Bledius, och familjen kortvingar. Arten har ej påträffats i Sverige.